# Bistra (Targovisjte)
Bistra (Bulgaars: Бистра) is een dorp in het noorden van Bulgarije. Zij valt onder het administratieve bestuur van de gemeente Targovisjte in de oblast Targovisjte. Het dorp ligt 272 km ten noordoosten van Sofia. Op 31 december 2019 telde het dorp 384 inwoners.

## Bevolking
Op 31 december 2019 telde het dorp 152 inwoners, een aantal dat de afgelopen decennia continu aan het dalen is. In 1934 werden er bijvoorbeeld nog 930 inwoners geregistreerd. Het dorp heeft daarom te kampen met een intensieve bevolkingskrimp. De inwoners zijn vooral etnische Bulgaren (81,2%) en Bulgaarse Turken (16,7%).
De grootste leeftijdscategorie bestaat uit 65 tot en met 69-jarigen (28 personen), gevolgd door inwoners tussen de 70-74 jaar (22 personen) en tussen de 60-64 jaar (21 personen). In totaal werden er in 2011 slechts 8 kinderen jonger dan 15 jaar geregistreerd (4%), terwijl er 82 inwoners van 65 jaar of ouder werden geteld (44%).